# Novo Brdo (Chorwacja)
Novo Brdo – wieś w Chorwacji, w żupanii zagrzebskiej, w gminie Kravarsko. W 2011 roku liczyła 77 mieszkańców.